# Тлар
Тлар (авар. Лъар — в переводе «небольшая речка, ручей») — река в России, протекает в Республике Дагестан. Левый приток реки Сулак (бассейн Каспийского моря).

## География
Река Тлар берёт начало севернее села Дылым. Течёт на восток и впадает в Чирюртское водохранилище на реке Сулак севернее села Миатли. Устье реки находится в 121 км по левому берегу реки Сулак. Длина реки составляет 19 км.
Притоки — реки Ачсу и Чумихар.

## Данные водного реестра
По данным государственного водного реестра России относится к Западно-Каспийскому бассейновому округу, водохозяйственный участок реки — Сулак от Чиркейского гидроузла и до устья, речной подбассейн реки — подбассейн отсутствует. Речной бассейн реки — Терек.
Код объекта в государственном водном реестре — 07030000212109300001403.